# مرگ گری هوی
گری هوی (انگلیسی: Death of Garry Hoy؛ ۱ ژانویهٔ ۱۹۵۵ – ۹ ژوئیهٔ ۱۹۹۳) یک وکیل کانادایی بود. او برای اینکه اثبات کند شیشه‌های برجی که در آن کار می‌کند بسیار مستحکم است به طبقه ۲۴ رفت و خودش را محکم به شیشه کوبید. شیشه نشکست ولی از جایش درآمد؛ و گری از طبقه ۲۴ به زمین سقوط کرد و کشته شد.